# تل لومبرت
تل لومبرت، هو جبل يقع في جبال كاتسكيل في نيويورك غرب دلهي. يقع تل دانك في الجنوب الغربي، ويقع الكوبل جنوبًا، ويقع تل جانسون غرب تل اللومبيرت.